# فصل المتغيرات

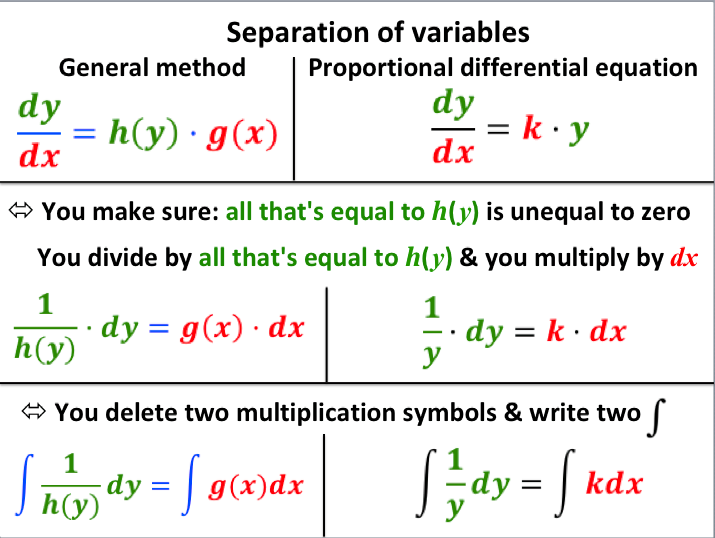

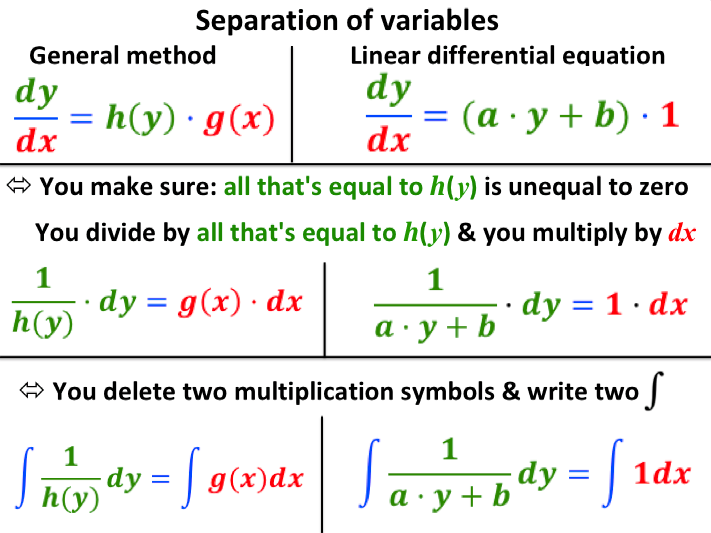

في الرياضيات، يطلق مسمى فصل المتغيرات (المعروف أيضًا باسم طريقة فورييه) على أي طريقة من عدة طرق لحل المعادلات التفاضلية العادية والجزئية، حيث يُستخدم الجبر لإعادة كتابة معادلة بحيث يكونن كل من المتغيرين على جانب مختلف من المعادلة.

## المعادلات التفاضلية العادية (ODE)
لنفترض معادلة تفاضلية يمكن كتابتها على الصيغة التالية
{\displaystyle {\frac {d}{dx}}f(x)=g(x)h(f(x))}
ويمكننا تبسيطها عبر جعل {\displaystyle y=f(x)} :
{\displaystyle {\frac {dy}{dx}}=g(x)h(y).}
ما دامت h ( y ) ≠ 0، يمكننا إعادة ترتيب الحدود لنصل إلى الصورة:
{\displaystyle {dy \over h(y)}=g(x)\,dx,}
بحيث تم فصل المتغيرين x و y. يمكن النظر إلى dx (و dy )، على مستوى بسيط، على أنه مجرد ترميز بسيط يوفر مساعدة مفيدة سهلة التذكر للتلاعب بالمعادلة جبرياً لفصل متغيراتها. أما التعريف الرسمي لـ dx على أنه تفاضل (متناهي الصغر) متقدم إلى حد ما.

### تدوين بديل
أولئك الذين لا يحبون ترميز لايبنز قد يفضلون كتابة هذا كـ
{\displaystyle {\frac {1}{h(y)}}{\frac {dy}{dx}}=g(x),}
لكن هذا ليس مفيداً في توضيح سبب تسمية هذا بـ «فصل المتغيرات». نُكامل طرفي المعادلة بالنسبة ل{\displaystyle x}، نملك
{\displaystyle \int {\frac {1}{h(y)}}{\frac {dy}{dx}}\,dx=\int g(x)\,dx,\qquad \qquad (1)}
أو بصيغة مكافئة،
{\displaystyle \int {\frac {1}{h(y)}}\,dy=\int g(x)\,dx}
بسبب قاعدة التعويض عن التكاملات.
إذا كان بإمكان المرء إيجاد حلول التكاملات، فيمكنه إيجاد حل للمعادلة التفاضلية. لاحظ أن هذه العملية تسمح لنا بمعاملة المشتق بشكل فعال{\displaystyle {\frac {dy}{dx}}} ككسر يمكن فصله. يتيح لنا ذلك حل المعادلات التفاضلية القابلة للفصل بسهولة أكبر، كما هو موضح في المثال أدناه.
لاحظ أننا لا نحتاج إلى استخدام ثابتين للتكامل، في المعادلة (1) كما في
{\displaystyle \int {\frac {1}{h(y)}}\,dy+C_{1}=\int g(x)\,dx+C_{2},}
لأنه ثابت واحد{\displaystyle C=C_{2}-C_{1}} معادل. )

### مثال
غالبًا ما يتم نمذجة النمو السكاني خلال المعادلة التفاضلية التالية
{\displaystyle {\frac {dP}{dt}}=kP\left(1-{\frac {P}{K}}\right)}
حيث أن {\displaystyle P} هو عدد السكان بالنسبة للزمن {\displaystyle t}،و {\displaystyle k} هو معدل النمو السكاني، و{\displaystyle K} هي القدرة الاستيعابية للبيئة.
يمكن استخدام فصل المتغيرات لحل هذه المعادلة التفاضلية.
{\displaystyle {\begin{aligned}&{\frac {dP}{dt}}=kP\left(1-{\frac {P}{K}}\right)\\[5pt]&\int {\frac {dP}{P\left(1-{\frac {P}{K}}\right)}}=\int k\,dt\end{aligned}}}
لإيجاد التكامل في الطرف الأيسر، نبسط الكسر
{\displaystyle {\frac {1}{P\left(1-{\frac {P}{K}}\right)}}={\frac {K}{P\left(K-P\right)}}}
ثم نحلل الكسر إلى كسور جزئية
{\displaystyle {\frac {K}{P(K-P)}}={\frac {1}{P}}+{\frac {1}{K-P}}}
وبالتالي يصبح لدينا
{\displaystyle {\begin{aligned}&\int \left({\frac {1}{P}}+{\frac {1}{K-P}}\right)\,dP=\int k\,dt\\[6pt]&\ln {\begin{vmatrix}P\end{vmatrix}}-\ln {\begin{vmatrix}K-P\end{vmatrix}}=kt+C\\[6pt]&\ln {\begin{vmatrix}K-P\end{vmatrix}}-\ln {\begin{vmatrix}P\end{vmatrix}}=-kt-C\\[6pt]&\ln {\begin{vmatrix}{\cfrac {K-P}{P}}\end{vmatrix}}=-kt-C\\[6pt]&{\begin{vmatrix}{\dfrac {K-P}{P}}\end{vmatrix}}=e^{-kt-C}\\[6pt]&{\begin{vmatrix}{\dfrac {K-P}{P}}\end{vmatrix}}=e^{-C}e^{-kt}\\[6pt]&{\frac {K-P}{P}}=\pm e^{-C}e^{-kt}\\[6pt]{\text{Let }}&A=\pm e^{-C}.\\[6pt]&{\frac {K-P}{P}}=Ae^{-kt}\\[6pt]&{\frac {K}{P}}-1=Ae^{-kt}\\[6pt]&{\frac {K}{P}}=1+Ae^{-kt}\\[6pt]&{\frac {P}{K}}={\frac {1}{1+Ae^{-kt}}}\\[6pt]&P={\frac {K}{1+Ae^{-kt}}}\end{aligned}}}
لذلك، يصبح حل المعادلة اللوجستية هو
{\displaystyle P(t)={\frac {K}{1+Ae^{-kt}}}}
لايجاد {\displaystyle A}، نعوض {\displaystyle t=0} و{\displaystyle P\left(0\right)=P_{0}}. يصبح لدينا
{\displaystyle P_{0}={\frac {K}{1+Ae^{0}}}}
نلاحظ أن {\displaystyle e^{0}=1}، نقوم بالحل لـنحصل على قيمة A
{\displaystyle A={\frac {K-P_{0}}{P_{0}}}.}